# Orlando City Soccer Club
O Orlando City Soccer Club, mais conhecido como Orlando City, é um clube de futebol profissional estadunidense com sede em Orlando, na Flórida. Fundado em 2013, o clube compete na Major League Soccer (MLS), como membro da Conferência Leste. O Orlando City começou a jogar em 2015 como a 21ª franquia da MLS, sucedendo o time de mesmo nome da USL Pro. A equipe joga no centro de Orlando, no Inter&Co Stadium, de sua propriedade e operação.

## História
O clube original foi fundado em 2010 na cidade de Orlando para disputar a USL Pro. Em 25 de outubro de 2010, Phil Rawlins e seu grupo de investidores do Orlando City Soccer Club anunciaram suas intenções de ingressar na Major League Soccer nos próximos três a cinco anos. Em 28 de fevereiro de 2011, o Orlando City anunciou que se reuniu com o comissário Don Garber e dirigentes da liga para tratar da expansão. Os tópicos abordados incluíram a demografia do mercado de Orlando, o apoio corporativo local e dos torcedores ao futebol e o desenvolvimento de um roteiro para uma futura franquia da MLS em Orlando.
Em 19 de novembro de 2013, o Orlando City foi anunciado como a vigésima primeira franquia da liga. O novo logotipo do time foi revelado em maio de 2014 e o time assinou seu primeiro jogador com contrato com a MLS, o brasileiro Kaká, um mês depois. Kaká, que também se tornou o primeiro jogador designado do time após sua saída do AC Milan, foi imediatamente emprestado ao São Paulo FC até o início da temporada da MLS. No mesmo mês, o Orlando City anunciou parceria com o Benfica. Como parte dessa parceria, o Orlando City posteriormente assinou dois jogadores do Benfica Sub-19 – Estrela e Rafael Ramos – para contratos da MLS em 7 de agosto de 2014. Em 21 de novembro de 2014, o técnico Adrian Heath assinou uma prorrogação de contrato, comprometendo-o com o clube até o final da temporada de 2017 da MLS.
A licença na USL Pro do Orlando City foi adquirida pelo proprietário minoritário Wayne Estopinal em junho de 2014. Estopinal mudou a equipe para Louisville, Kentucky, para a temporada de 2015, tornando-se Louisville City FC. A equipe se tornou a afiliada do Orlando City na USL Pro, com James O'Connor se tornando o gerente daquele clube.
A equipe sediou seu primeiro jogo da MLS no Citrus Bowl em 8 de março de 2015, contra o time do New York City FC, diante de uma multidão de 62.510 pessoas. Kaká marcou nos acréscimos para empatar em 1 a 1.

## Estádio

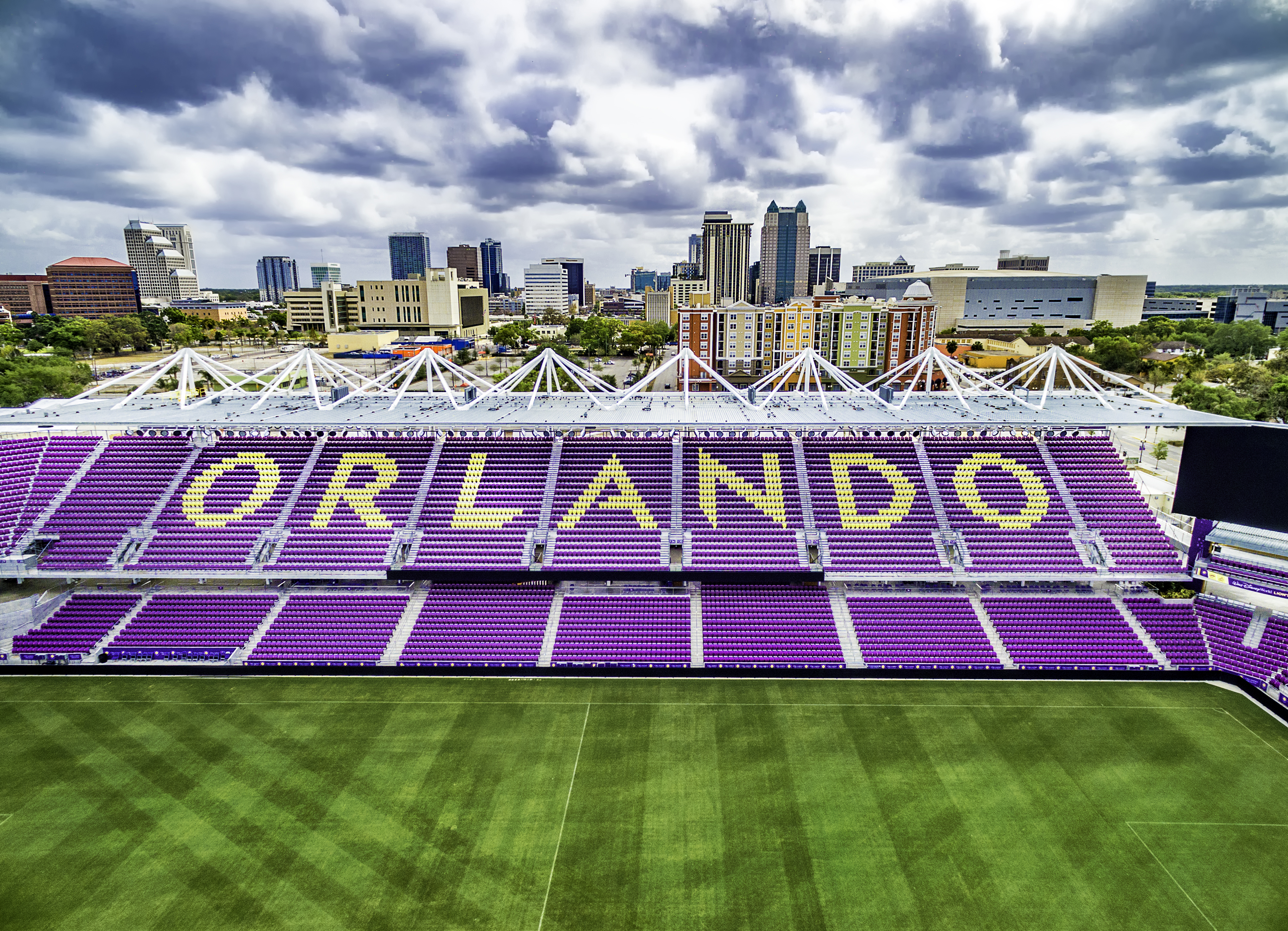
O estádio do Orlando City em março de 2017.

Em abril de 2013, a cidade de Orlando comprou um terreno no centro da cidade por US$ 8,2 milhões para ser usado na construção de um estádio de futebol da MLS por US$ 110 milhões. No entanto, em maio, a Câmara dos Representantes da Flórida não conseguiu votar um projeto de lei aprovado no Senado que teria fornecido até US$ 30 milhões em fundos estaduais para o projeto do estádio. Phil Rawlins respondeu expressando sua intenção de encontrar financiamento alternativo e continuar buscando a expansão da MLS. O mecanismo para permitir a redução do imposto sobre vendas para a equipe da MLS foi finalmente aprovado em 25 de abril de 2014.
No dia 29 de maio de 2015, após dois anos tentando obter financiamento do estado da Flórida, Flávio Augusto da Silva anunciou que o estádio seria integralmente financiado pela iniciativa privada e seria de propriedade e operado pelo clube. Ele também anunciou planos de aumentar a capacidade para entre 25.000 e 28.000 espectadores e que o clube compraria o local inicial da cidade de Orlando. O nome escolhido foi "Orlando City Stadium".
Em 5 de março de 2017, o Orlando City recebeu o New York City FC na partida inaugural do estádio para iniciar a temporada de 2017. Cyle Larin marcou o primeiro gol na história do estádio na vitória do Orlando City por 1 a 0 diante de uma multidão lotada de 25.550 pessoas.
Em 2017, o Orlando City Stadium se tornou o primeiro local a receber times da MLS, NWSL e USL, todos do mesmo local.
Em 4 de junho de 2019, os direitos do nome do estádio foram vendidos para a Exploria Resorts, empresa de aluguel por temporada com sede na Flórida. Como resultado, o estádio foi renomeado como Exploria Stadium. Em 18 de janeiro de 2024, a Inter&Co garantiu os direitos do nome do estádio, que passou a se chamar Inter&Co Stadium.

## Elenco
Última atualização: 18 de agosto de 2025.

## Rivalidades
O clube tem uma rivalidade estadual com o Inter Miami, atualmente o vizinho mais próximo do time e o único outro time da Flórida na MLS. O Orlando City ingressou na MLS em 2015, mas teve que esperar até sua sexta temporada para jogar uma primeira partida contra um adversário estadual da MLS após a introdução do Inter Miami na competição em 2020.

## Títulos
| NACIONAIS     | NACIONAIS | NACIONAIS  |
| Competição    | Títulos   | Temporadas |
| ------------- | --------- | ---------- |
| U.S. Open Cup | 1         | 2022       |